# Greendale (Indiana)
Greendale es una ciudad ubicada en el condado de Dearborn en el estado estadounidense de Indiana. En el Censo de 2010 tenía una población de 4520 habitantes y una densidad poblacional de 301,57 personas por km².

## Geografía
Según la Oficina del Censo de los Estados Unidos, Greendale tiene una superficie total de 14.99 km², de la cual 14.79 km² corresponden a tierra firme y (1.3%) 0.19 km² es agua.

## Demografía
Según el censo de 2010, había 4520 personas residiendo en Greendale. La densidad de población era de 301,57 hab./km². De los 4520 habitantes, Greendale estaba compuesto por el 95.64% blancos, el 1.02% eran afroamericanos, el 0.2% eran amerindios, el 0.75% eran asiáticos, el 0.04% eran isleños del Pacífico, el 0.55% eran de otras razas y el 1.79% pertenecían a dos o más razas. Del total de la población el 1.62% eran hispanos o latinos de cualquier raza.